# Use Your Illusion II (vídeo)
Use Your Illusion II é um vídeo ao vivo VHS/DVD do Guns N' Roses. Foi filmado em Tokyo Dome, Japan em 1992 na Use Your Illusion tour, essa é a segunda parte do show, a primeira parte aparece na Use Your Illusion I. Ambos VHS foram distribuído pela Geffen Home Video em 1992.
As músicas "Move to the City" e "Estranged" foram usadas no álbum ao vivo de 1999 Live Era: '87-'93.

## Lisa de Músicas
1. "Introdução"
2. "You Could Be Mine"
3. "Drum Solo & Guitar Solo"
4. "Tema do "The Godfather""
5. "Sweet Child O' Mine"
6. "So Fine"
7. "Rocket Queen" (com "It Tastes Good, Don't It?")
8. "Move to the City"
9. "Knockin' on Heaven's Door"
10. "Estranged"
11. "Paradise City"